# Callum Smith
Callum Smith (Liverpool, Inglaterra, 23 de abril de 1990) es un boxeador inglés. Ostentó los títulos Europeos, Británicos y WBC Silver del peso supermediano entre 2015 y 2017. Desde febrero de 2018, Smith es clasificado como el tercer mejor súpermediano activo del mundo por la revista The Ring, el cuarto por BoxRec, y el octavo por la TBRB. El 28 de septiembre del 2018 se proclama supercampeón mundial de la WBA en el peso supermediano al derrotar a su compatriota, George Groves, por KO en el 7 asalto en la Final del Torneo World Boxing Super Series; y también coronándose como campeón de The Ring. Pierde el 19 de diciembre  por decisión unánime en las 168 libras y el invicto contra el mexicano Saúl Álvarez.

## Carrera
En octubre de 2012, Smith siguió los pasos de sus hermanos debutando como profesional, bajo la bandera promocional de Matchroom Sport, y al igual que sus hermanos, sería entrenado por el entrenador Joe Gallagher. Se anunció que haría su debut en la cartelera de Carl Froch contra Yusaf Mack en el Capital FM Arena de Nottingham el 17 de noviembre de 2012. Marcó una clara victoria de puntos contra Dan Blackwell en cuatro rondas en su debut, sin embargo, el vencedor no fue totalmente satisfecho con su desempeño. Al mes siguiente, Smith regresó al cuadrilátero para otro combate a cuatro asaltos en el Olympia de Londres, su oponente fue James Tucker y una vez más 'Mundo' ganó todos los asaltos de forma cómoda.

### World Boxing Super Series
El 16 de enero de 2017, el CMB ordenó que comenzaran las negociaciones para una pelea entre Smith y el campeón del CMB Badou Jack (20-1-3, 12 KOs). Esto descartó una potencial revancha de unificación que James DeGale estaba persiguiendo, aunque Jack también declaró que planeaba pasar al peso semipesado. El 18 de enero, Jack dejó vacante oficialmente su título del CMB para pasar a la división de peso semipesado. Esto significaba que el excampeón Anthony Dirrell sería el próximo candidato en una pelea por el título mundial. En la oferta del bolso el 5 de marzo, Ten Goose Boxing, en nombre de Al Haymon ganó con una oferta de $1.6 millones para controlar los derechos de promoción del combate. Se informó que Matchroom Sport, quien promovió a Smith, presentó una oferta de $1.2 millones. El entrenador Joe Gallagher confirmó que la pelea se llevaría a cabo el 9 de septiembre de 2017 en Los Ángeles. El 30 de junio, se informó que el campamento de Dirrell estaba tratando de mover la ubicación de la pelea a Flint, Míchigan, la ciudad natal de Dirrell. Eddie Hearn afirmó que no había nada en los contratos que permitiera cambiar la fecha o el lugar, y se mantendrían firmes en la lucha que se lleva a cabo en Los Ángeles. Hearn había esperado que Dirrell se uniera a la World Boxing Super Series, por lo que la pelea podría llevarse a cabo en los cuartos de final, pero Dirrell ya se había negado a entrar, lo que significa que Smith tampoco entraría.
El 6 de julio de 2017, se confirmó que Smith se había unido a la World Boxing Super Series inaugural, donde el ganador recibiría un premio en metálico y el Trofeo Muhammad Ali. Debido a ser el contendiente número 1 del WBC en el súper mediano, el CMB había dicho que Smith pelearía por su cinturón de Diamante en los cuartos de final. Los otros participantes del torneo fueron el campeón de la AMB George Groves, Jürgen Brähmer y los invictos contendientes Erik Skoglund y Jamie Cox.

#### Smith vs. Skoglund
Smith derribó a Skoglund en el undécimo asalto en el camino para ganar la pelea por decisión unánime en una competencia muy reñida. Smith y Skoglund mostraron un inmenso respeto mutuo durante el desarrollo y después de la pelea. Los tres jueces anotaron la pelea 116-112, 117-110 y 117-111 a favor de Smith, quien avanzó en el torneo a la siguiente ronda y reclamó el cinturón vacante del CMB Diamante.

#### Smith vs. Holzken
El 27 de octubre de 2017, el excampeón mundial de 39 años Jürgen Brähmer (49-3, 35 KOs) derrotó al boxeador estadounidense Rob Brant para avanzar a las semifinales contra Smith, con la pelea programada para principios de 2018. Un par de días más tarde, Smith habló diciendo que le gustaría que la pelea se lleve a cabo en su ciudad natal de Liverpool, sin embargo, estaría abierto a pelear en cualquier otro lado. El 15 de noviembre, el promotor Kalle Sauerland declaró que la pelea podría tener lugar en Liverpool en el Echo Arena o en Alemania. El 20 de febrero, cuatro días antes de la pelea, el sitio web alemán boxen1.com informó que Brähmer se había retirado del torneo después de no poder superar una enfermedad por la que había estado luchando durante una semana. Comosa declaró que el evento aún continuará con un reemplazo que se anunciará. El boxeador holandés de 34 años Nieky Holzken (13-0, 10 KOs), quien estaba programado para pelear en la cartelera contra Dmitry Chudinov, se convirtió en el favorito para reemplazar a Brähmer. En una breve declaración, Brähmer declaró que tenía una "infección febril" y se disculpó con sus admiradores. El promotor Kalle Sauerland confirmó más tarde que Holzken era el boxeador de reserva y que reemplazaría a Brähmer para pelear contra Smith.
Smith se reservó un lugar en la final del torneo después de derrotar a Holzken por decisión unánime. Los tres jueces anotaron la pelea 118-110, 117-111 y 117-111 a favor de Smith. Utilizó su jab desde la campana de apertura y logró controlar la distancia a lo largo de la pelea, y también logró aterrizar con éxito su mano derecha en muchas ocasiones. Holzken era el más rápido y con frecuencia más agresivo, sin embargo Smith estaba mucho más ocupado en cada ronda. Cada ronda fue igual con Smith de pie, clavando constantemente y lanzando manos derechas. En la post-pelea, Smith declaró: "Fue duro, pero conecté muchos golpes y me duele un poco la mano. Era torpe, novato, pero no estoy participando en un tiroteo. Soy el mejor boxeador". George Groves se enfrentó con Smith inmediatamente después de que las entrevistas tuvieran lugar.

#### Smith vs. Groves
La final se hizo después de que George Groves (28-3, 20 KOs) derrotara a Chris Eubank Jr. el 17 de febrero y Smith derrotara a Holzken el 24 de febrero. Para el 6 de julio, aún no había una fecha establecida, sin embargo, según Kalle Sauerland, se esperaba que la pelea tuviera lugar en septiembre y probablemente no en el Reino Unido, con algunos rumores sugirieron que había un gran interés de Las Vegas y Medio Oriente. El entrenador de Smith, Joe Gallagher, confirmó que se habían firmado los contratos. El 27 de julio, Sauerland anunció que la pelea se llevaría a cabo en un estadio de 10.000 espectadores, Abdullah Sports City Complex en Jeddah, Arabia Saudita el 28 de septiembre de 2018. Se reveló que el premio en dinero en oferta para la final fue de £6.1 millones, con el ganador tomando un porcentaje mayor.

## Récord profesional
| 28 Ganadas (20 KOs), 1 Derrota |        |                      |      |               |            |                                                    | |
| Res.                           | Récord | Oponente             | Tipo | Rd., Tiempo   | Datos      | Localidad                                          | Notas |
| D                              | 28–2   | Artur Beterbiev      | TKO  | 7 (12), 2:00  | 2024-01-13 | Videotron Centre, Quebec, Canadá                   | |
| G                              | 28–1   | Lenin Castillo       | KO   | 2 (10), 0:55  | 2021-09-25 | Tottenham Hotspur Stadium, Londres, Reino Unido    | |
| D                              | 27–1   | Saúl Álvarez         | UD   | 12            | 2020-12-19 | Alamodome, San Antonio, Texas                      | Pierde los títulos de la WBA (Super) y de The Ring del peso supermediano. Por el título vacante de la WBC.                                      |
| G                              | 27–0   | John Ryder           | UD   | 12            | 2019-11-23 | M&S Bank Arena, Liverpool, Reino Unido             | Retiene los títulos de la WBA (Super) y de The Ring del peso supermediano                                                                       |
| G                              | 26–0   | Hassan N'Dam N'Jikam | TKO  | 3 (12), 2:56  | 2019-06-01 | Madison Square Garden, Nueva York, Estados Unidos  | Retiene los títulos de la WBA (Super) y de The Ring del peso supermediano                                                                       |
| G                              | 25–0   | George Groves        | KO   | 7 (12), 2:04  | 2018-09-28 | King Abdullah Sports City, Jeddah, Arabia Saudí    | Gana el título WBA (Super) y el título vacante The Ring del peso supermediano; Final del torneo World Boxing Super Series del peso supermediano |
| G                              | 24–0   | Nieky Holzken        | UD   | 12            | 2018-02-24 | Arena Nürnberger Versicherung, Núremberg, Alemania | Semifinal del World Boxing Super Series peso supermediano                                                                                       |
| G                              | 23–0   | Erik Skoglund        | UD   | 12            | 2017-09-16 | Echo Arena, Liverpool                              | Cuartos de final del World Boxing Super Series peso supermediano                                                                                |
| G                              | 22–0   | Luke Blackledge      | KO   | 10 (12), 2:34 | 2016-12-10 | Manchester Arena, Mánchester                       | Retiene el título Británico del peso supermediano                                                                                               |
| G                              | 21–0   | Norbert Nemesapati   | RTD  | 6 (12), 3:00  | 2016-09-10 | The O2 Arena, Londres                              | Retiene el título WBC Silver del peso supermediano                                                                                              |
| G                              | 20–0   | Cesar Hernan Reynoso | TKO  | 6 (8), 2:02   | 2016-05-29 | Goodison Park, Liverpool                           | |
| G                              | 19–0   | Hadillah Mohoumadi   | TKO  | 1 (12), 2:00  | 2016-04-02 | Echo Arena, Liverpool                              | Gana el título Europeo del peso supermediano |
| G                              | 18–0   | Rocky Fielding       | TKO  | 1 (12), 2:45  | 2015-11-07 | Echo Arena, Liverpool                              | Gana el título Británico vacante del peso supermediano                                                                                          |
| G                              | 17–0   | Christopher Rebrassé | UD   | 12            | 2015-06-26 | Echo Arena, Liverpool                              | Gana el vacante WBC Silver del peso supermediano                                                                                                |
| G                              | 16–0   | Olegs Fedotovs       | TKO  | 1 (6), 1:36   | 2015-05-09 | National Indoor Arena, Birmingham                  | |
| G                              | 15–0   | Nikola Sjekloća      | UD   | 12            | 2014-11-22 | Echo Arena, Liverpool                              | |
| G                              | 14–0   | Rafael Sosa Pintos   | TKO  | 3 (8), 2:20   | 2014-10-04 | First Direct Arena, Leeds                          | |
| G                              | 13–0   | Abraham Hernández    | KO   | 1 (6), 2:59   | 2014-08-16 | StubHub Center , Carson, California , US           | |
| G                              | 12–0   | Vladine Biosse       | UD   | 10            | 2014-07-12 | Echo Arena, Liverpool                              | Retiene el título Internacional de la WBC del peso supermediano                                                                                 |
| G                              | 11–0   | Tobias Webb          | KO   | 2 (10), 2:50  | 2014-05-17 | Motorpoint Arena, Cardiff, Gales                   | Retiene el título Internacional de la WBC del peso supermediano                                                                                 |
| G                              | 10–0   | François Bastient    | TKO  | 3 (6), 1:10   | 2014-04-19 | Phones 4u Arena, Mánchester                        | |
| G                              | 9–0    | Rubén Eduardo Acosta | KO   | 6 (10), 1:20  | 2013-10-26 | Motorpoint Arena, Sheffield                        | Gana el título Internacional de la WBC del peso supermediano                                                                                    |
| G                              | 8–0    | Patrick Mendy        | TKO  | 1 (10), 2:53  | 2013-09-21 | Liverpool Olympia, Liverpool                       | Gana el título vacante Inglés del peso supermediano                                                                                             |
| G                              | 7–0    | Krill Psonko         | TKO  | 1 (6), 2:30   | 2013-09-07 | Exhibition and Conference Centre, Glasgow, Escocia | |
| G                              | 6–0    | Ryan Moore           | TKO  | 1 (4), 1:25   | 2013-05-25 | The O2 Arena, Londres                              | |
| G                              | 5–0    | Ruslans Pojonisevs   | KO   | 1 (6), 3:00   | 2013-04-20 | Winter Gardens, Blackpool                          | |
| G                              | 4–0    | Iain Jackson         | RTD  | 1 (6), 3:00   | 2013-03-30 | Echo Arena, Liverpool                              | |
| G                              | 3–0    | Tommy Tolan          | TKO  | 1 (4), 2:31   | 2013-02-09 | Odyssey Arena, Belfast, Irlanda del Norte          | |
| G                              | 2–0    | James Tucker         | PTS  | 4             | 2012-12-08 | London Olympia, Londres                            | |
| G                              | 1–0    | Dan Blackwell        | PTS  | 4             | 2012-11-17 | Capital FM Arena, Nottingham                       | Debut profesional de Smith. |